# Стар замък (Гродно)
Старият замък (на беларуски: Стары замак) в беларуския град Гродно е първото отбранително съоръжение, построено от руските князе в града. Издигнат е в края на десети или началото на 11 век и е разположен на висок, стръмен хълм на десния бряг на река Неман, при вливането в нея на Городничанка. Отделен е от града с 50-метров сух ров.
През 18 век непосредствено до Стария замък е издигнат Новият, който вместо него става кралска резиденция. По същото време е построен бароков мост-виадукт, свързващ двата замъка и града. Той е оцелял до наши дни и се смята за най-стария в Беларус.
През 1967 г. Старият замък е обявен за историко-археологически резерват. В него са организирани музейни експозиции на Историческия и Археологическия музей в Гродно, разказващи за събитията от националната история и природата на Принеманския район. Отделен обект на археологическите проучвания са руините на Долната църква, паметник на Гродненската архитектурна школа от 12 век.

## История

### 10 – 13 век
Първият замък, построен в края на 10 век, заема стратегически важна позиция на границата между славянските и балтийските племена. Изграден е като дървена крепост, от която по-късно не остават никакви следи. В продължение на 200 години той е атакуван няколко пъти, но укреплението успява да защити богатия град. По-късно отбраната му е подобрена с каменни стени и кула.
Съдейки по археологическите разкопки, по някое време през 12 век в замъка избухва силен пожар, който унищожава почти всички постройки. Съществува предположение, че това се е случило заради вражеска обсада, но твърдението не е доказано. Съвсем скоро след това изгорелите останки са засипани с пръст и на тяхно място се появява нов, още по-силно укрепен замък.
В началото на 13 век замъкът често е нападан както от литовските князе, така и от Полоцкото княжество, отделило се от Киевска Рус и станало независимо. През 1241 г. градът е завзет от монголо-татарите. Последният княз от династията, 17-годишният Юрий Глебович, загива, защитавайки крепостта. Монголите оставят на мястото на замъка опожарени руини.
През 1253 г. замъкът е завзет от Даниил Романович Галицки, владетел на Галицко-Волинското княжество. До 1277 г. Гродно преминава от ръце в ръце, докато накрая окончателно остава в пределите на Великото литовско княжество.
През същата година градът преминава във владение на литовския владетел Миндовг, който премества столицата на Великото литовско княжество в Навагрудак и приема за своя резиденция Навагрудския замък. Гродно заема васално положение, управлявано от княз Ердзивил, който възстановява замъка.

### 13 – 15 век
След като градът става част от Великото литовско княжество, замъкът се превръща в обект на множество кръстоносни атаки. През 1284, 1296, 1305, 1306 и 1311 кръстоносците на Мазовия и Тевтонския орден нахлуват в крепостта.
След това, чак до 1328 г. кръстоносците не правят никакви опити да превземат замъка. Това е свързано с много успешната дейност на пълководеца Давид Гродненски и чак след неговото убийство, през есента на 1328 г., немските рицари извършват нов поход срещу крепостта. Армията им се разделя на два отряда, единият от които се скрива близо до замъка. Другият започва да граби и пали града, след което бързо отстъпва. Предполагайки, че врагът се е оттеглил, жителите отварят вратите на замъка. В този момент скритият отряд напада и бързо го завзема.
Рицарите от Ливонския орден, събират войски от цяла Европа, и през февруари-март 1364 г. също правят опит да завземат замъка. За борба с езичниците те събират под своите знамена армиите на 40 князе от различни европейски страни. Но, дори с такова значително превъзходство на силите, опитът им остава неуспешен. За сметка на това те изпепеляват цялата околност и отвеждат в робство много хора. Според една легенда обаче, гродненският княз Патрик излиза с армията си пред крепостните стени, носейки кръстове и знамена. С това той доказва, че замъкът е християнски и кръстоносците отстъпват без да го нападат. Рицарите предприемат поредица от походи срещу гродненския замък – през 1373, 1375, 1377 и 1379 г., но всички са неуспешни.
По-късно градът и замъкът, като наследствено владение, стават собственост на великия литовски княз Витовт (Витаустас Велики). През 1391 г. крепостта се превръща в едно от неговите основни жилища. Скоро на нейно място той издига нов, каменен замък в готически стил с каменни стени и пет кули. Няколко години по-късно укреплението преживява първото си бойно кръщение – поредното нападение на кръстоносците.
По време на междуособната война през 1390 г. полският крал Владислав II Ягело, с голяма армия, обсажда замъка. Щабът на Витовт се намира на другия бряг на Неман и за да помогне на обсадените, той заповядва да се построи импровизиран мост от няколко лодки, завързани една за друга с железни вериги. По него в замъка се изпращат нови сили и провизии и се изтеглят ранените. За да разруши моста, Ягело нарежда да се построи тежък сал и да се пусне по течението на реката над завързаните лодки. При бързото течение на водата, салът се врязва със сила в лодките и ги унищожава. Така, след продължителна 50-дневна обсада замъкът е превзет и опожарен. В огъня едва не изгарят княз Витовт и цялото му семейството.
За да подсили отбраната на крепостта, Ягело изпраща в него отряд полски войници. Но, когато през 1391 г. пристига Витовт с армията си, защитниците затварят поляците в кулите и отварят портите за своя княз.
През 1402 г. кръстоносците отново нападат замъка, но каменното укрепление устоява на всички атаки. През 1410 г. Витовт събира войските си в крепостта, за да вземе участие в битката при Грюневалд срещу Тевтонския орден. През 1416 г. на това място се провежда церемонията по венчавката на Витовт и Уляна. В укреплението често пребивава и неговият приемник Свидригайло, а след него и Сигизмунд Кейстутович.
От 1440 година замъкът преминава във владение на великия литовски княз Кажимеж IV Ягелончик. Пет години по-късно той приема в крепостта полския посланик, който пристига за да му предложи короната на Полското кралство. Ягелончик умира на това място през 1492 г.
Тясно свързана със Стария замък е и съдбата на неговия син, също Кажимеж. Той бил силно набожен, през нощта често преспивал пред вратата на църквата, когато тя не е отворена. Също умира в замъка, още преди баща си – през 1484 г. По-късно тленните му останки са пренесени във Вилнюс. През 1602 г. той даже е канонизиран и в съвременна Литва се приема като небесният застъпник на Великото литовско княжество.

### 16 – 18 век
По-късно там много често отсяда Стефан Батори, полски крал и велик княз на Литва, който превръща Гродно в своя резиденция и напълно преобразява крепостта. През 1579 г. в замъка се провежда заседание на сейма, на което се обсъжда включването на Жечпосполита в Ливонската война. Шест години по-късно владетелят окончателно се премества в замъка на Гродно и започва подготовка за война с Московското княжество. На следващата година събира тук сейма, който трябвало да го подкрепи за предстоящите военни действия.
За последен път Стефан Батори пребивава там през септември 1586 г., когато внезапно умира в резиденцията си. За да се изяснят причините за смъртта му, в замъка се провежда първата в Източна Европа аутопсия, която обаче не дава никакъв резултат. По други данни кралят е починал от възпаление на белите дробове. Интересно е, че половин година преди смъртта си, в завещанието си, Батори иска да бъде погребан в Гродно, но нарушавайки волята му, кралят е погребан в Краков, при всички останали полски владетели.
По-нататъшната съдба на замъка е свързана с поредица от преустройства, докато през 1655 г., по време на Руско-полската война е значително повреден от руските войски. След реконструкцията от 1677 г. замъкът продължава да изпълнява ролята на кралска резиденция и в него се провеждат генералните сеймове на Жечпосполита през 1678, 1688 и 1699 г.
По време на Великата северна война (1700 – 1721) той е разрушаван както от шведите, така и от руснаците. През 1706 г. руските войски неочаквано напускат града и крепостта. Те бързат толкова много, че не успяват да откарат оръдията си и ги потапят във водите на Неман, за да не попаднат в ръцете на врага. Оставайки без защита, замъкът е завзет и унищожен от шведската армия. През 1970-те оръдията са извадени от реката и днес две от тях са експонирани на територията на крепостта пред входа на музея.
През 1712 г. е взето решение замъкът да се възстанови, но заради недостиг на пари в хазната реконструкцията е отлагана дълго време. През 1729 г. постройките от страната на Неман се срутват в реката. След 6 години го доунищожава пожар и укреплението никога повече не връща значението си.
Изграден е отново в средата на 18 век от саксонския архитект Карл Фридрих Пепелман, автор на проекта и строител на Новия замък. Той коренно променя планировката му, за да не доминира над Новия. Парадното външно стълбище е заменено с вътрешно, прозорците са намалени, а покривът вече е четирискатен. В него са настанени домакинските услуги и част от кралската свита. Съединява ги сводов мост, построен през втората половина на 17 век на мястото на дървения, най-старият в Беларус.
- Оръдие, потопено в Неман през1706
- План на замъка (1708 г.)
- Замъкът между 1740 и 1760

### 19 – 20 век
По-нататъшно опростяване на архитектурата е проведено през 19 век, когато над бившата трапезария е надстроен трети етаж и декорите от фасадата са премахнати. След разпадането на Жечпосполита Гродно преминава към Руската империя. В продължение на 120 години замъкът е собственост на военното ведомство, отново е преустроен и се ползва като царски казарми, после хотел, офицерско казино, военна библиотека. По време на въстанието от 1863 – 1864 г. замъкът е използван като затвор. През 1880 г. руските власти свалят личния герб на Стефан Батори, който до онзи момент се намира над входната врата.
През 1910-те на територията на замъка се намира инфекциозна болница, след това баня и отново офицерско казино. Пет години по-късно в бившата кралска резиденция е открит историко-археологически музей. Днес там е изложена основната експозиция на Гродненския историко-археологически музей. Разработен е проект за реставрация на замъка във вида от времето на Стефан Батори.
Музеят се настанява в сградата когато тя е в лошо състояние, след като е използван от военните. Тъй като държавата не може да отпусне средства за ремонт и реконструкция, е организирано доброволно събиране на пари посредством лотария. На всеки от продаваните билети има надпис „Това е твоята тухла за възстановяването на Стария замък“. Средства така и не се събират и въпросът остава нерешен и до наши дни.
- Миниатюра на Стария замък и река Неман (1866)
- Миниатюра на Стария замък
 (1860 – 1877)
- Миниатюра на Стария замък
 (1860 – 1877)
- Старият замък с функциите на инфекциозна болница
 (1901 – 1914)

## Архитектура

### Всеволод I
Първият замък, построен през 11 век от князът на Киевска Рус Всеволод I (Всеволодко), се превръща в княжевски дворец. Представлява дървено-земно укрепление, изградено от кръгли дъбови и борови трупи, защитено от палисади, над които се намират покрити бойни платформи. Валът, ограждащ замъка, е насипан от камъни, пясък и пръст и в долната си част достига ширина от 15 метра. Отвътре е подсилен с мощна конструкция от дъбови трупи, а от външната страна – с камъни. Валът и сухият ров към него са изградени от северната страна на крепостта. Достъпът до замъка се осъществява само по дървен мост, прехвърлен над рова. Площадката, на която е построен замъка, първоначално има формата на купа – колкото по-близо е до центъра, толкова по-нисък става теренът.
През 12 век замъкът вече разполага с мощни укрепления. На север е защитен с глинена стена с дължина 45 м, ширина 1,5 м и височина не по-малко от 5 м. Още една такава стена го отбранява от изток. На юг и запад вероятно е защитен от дървени укрепления. Входната порта е на изток. Приблизително по това време е построена и Долната църква, която доминира над всички останали постройки в чертите на замъка.
През втората половина на 12 век към отбранителните съоръжения на замъка са добавени каменни стени с тухлени вложки. Тухлените редове са изработени от широки и тънки тухли, чиято дължина достига до 40 – 45 м. В резултат на поредица от нападения на кръстоносците, много от тези стени са разрушени и заменени отново с дървени. През 13 век в замъка е издигната мощна каменна кула, много подобна на тази в град Каменец, която обаче скоро е разрушена.

### Витовт
След като замъкът и дворецът на територията му изгарят напълно, Витовт заповядва да се построи нов замък, но без да се ползват дървени елементи. След предприетото ново строителство, крепостта се превръща в изключително мощна структура, в която каменните укрепления хармонично се съчетават с отбранителните качества на контура на терена, което я прави много трудно преодолима. Построена е на хълм с височина 30 м, като крепостните стени повтарят контурите му. Те са с неравномерна височина – между 6 и 8 м, дебелината им е 2,5 – 3 м, а общата дължина е около 300 м. От страната на река Неман са с дължина 120 м, към река Городничанка – 90 м, към града се състои от две части, дълги 24 и 46 м.
Стените завършват с бойници и в план образуват неправилен триъгълник. За конструкцията им може да се съди само по оцелелите останки от тухли и валун – заоблени и изгладени скални късове с различна големина. Тухлите са полагани в зидарията само за изравняване на редовете от дялан камък, а в кулите са ползвани като облицовка. Тяхна особеност са печатите на майсторите, изрязани с остър инструмент, още преди печенето.
По крепостната стена са издигнати 5 кули. Входната кула е с квадратно сечение, разположена е в югоизточния ъгъл на крепостта и е свързана с града с подвижен дървен мост. Под нея е разположен затворът, а на втория етаж се намира бойна галерия. Другите три вътрешни кули също са квадратни и всяка е с размери 12х12 м. Най-високата кула е кръгла, запазена от 13 век и е включена от Витовт в системата на новите укрепления. Тази кула частично се намира на територията на замъка и частично – извън крепостната стена. Това позволява на защитниците да стрелят по всички подстъпи към замъка, включително и по рова. Всяка от петте кули е покрита със зелени керемиди. Нито една от тях не оцелява до наши дни.
Във вътрешността Витовт изгражда нов, двуетажен, каменен дворец с размери 45 х 15 м, с дебели стени, обърнат към града. Построен е на два етажа, като вторият е съединен с второто ниво на входната кула. Фундаментите му са изградени от големи каменни блокове, свързващото вещество на които е глина. Заложени са на дълбочина над 1 метър. Практически дворецът на Витовт е напълно разрушен при поредното ново строителство – на Стефан Батори.

### Стефан Батори
В периода 1576 – 1586 г. Старият замък става резиденция на Стефан Батори и по негова инициатива е преустроен от пармския архитект Ското. По други данни това е направено от флорентинския архитект и скулптор Санти Гучи. Историците предполагат, че в изграждането му е участвал и известният специалист по фортификации Рудолфино де Камерино.
Укреплението се строи като единен дворцово-замъчен комплекс, което е новост в архитектурата от онова време. Построен е почти наново и придобива ренесансов дух. От крепостта на Витовт остават само крепостната стена и някои от кулите. Зидарията на други е ползвана като фундаменти и части от нови стени. При новото строителство са усилени отбранителните елементи, а помещенията са опростени. Стените се отличават с по-голяма дебелина, отсъстват парадните вестибюл и стълбище. Асиметричната и затворена композиция на сградата е осъществена от няколко неголеми стаи и зали. В план напомня разтегнат по дължина и леко изкривен правоъгълник с размери 21 на 60 м.
На първия етаж има 10 помещения, в които се помещават канцелария, арсенал, съкровищница и други служби. Стените са с дебелина 2,0 – 2,3 м. Подът на етажа е настлан с керамични плочки. Вратите са дъбови или дори железни, боядисани в черно или тъмнозелено.
Вторият етаж е зает от кралските покои, парадни и жилищни, обединени от обща анфилада. Помещенията са общо 14, между които спалня, трапезария, вътрешна веранда, кралската баня, стая за телохранителите и други. Там се намира и Алабастровата зала, любимо място за отдих на владетеля. Дебелината на стените на този етаж е 1,6 м. В атиката се намират помещенията от третия етаж.
Всеки от етажите има отделен вход, като между тях не е предвидена вътрешна връзка, т.е. за да се премине от един етаж на друг, трябва да се излезе навън. В центъра на основната фасада е развито широко стълбище, водещо към кралските покои. Останалите входове са съвсем скромни. Този за първия етаж е до стълбището, а за третия – в северния край на сградата.
Характерна черта на замъка стават декорираната атика, прозорците с тънки каси и еркерите с декоративен фигурален завършек. Фасадите и фронтоните на двореца са украсени със сиво-бяло сграфито под формата на растително-геометрични орнаменти с хералдически мотиви. Изразителният силует на двореца се допълва от високия двускатен покрив, покрит с червени керемиди, каменните парапети и високите декорирани фронтони. За оригиналния вид на Стария замък може да съди по гравюрата на Томаш Маковски от 1600 г.
Декорацията на интериора на първия етаж е изработена с тухли, а кралските помещения на втория етаж – с полиран гипс, украсен с плочки и резби. Подовете са изработени от мраморни и керамични плочи. Спалнята е луксозна, а орнаментите са в сиво и златно. В една от кулите е организирана баня, а над нея се намира помещение, украсено с релефи. Така замъкът се превръща в богато декориран дворец.
До наши дни са достигнали дворецът, фрагменти от крепостната стена, руините на Горната и Долната църква, княжеските покои, мостът и част от отбранителната система.

### Кшищоф Зигмунт Пац
През 1677 г., по време на литовския канцлер Кшищоф Зигмунт Пац, е взето решение да се отделят средства за възстановяването на замъка. Реконструкцията трае 5 години и вероятно именно тогава край стената към река Неман се появява нова сграда. Предназначена е за провеждане на сеймове и в нея има две големи зали – Посолска и Сенаторска. И двете зали са украсени с гравюри, като в Посолската те са посветени на рицарските традиции, а в Сенаторската – на републиканските принципи на Жечпосполита. Сенаторската зала е съединена с кралския дворец през входната кула.
Значителни изменения настъпват и в кралския дворец, където тече едно опростяване на детайлите. Премахната е цялата декорация по фасадата, а прозорците остават без обрамчване и са уголемени. Изменения са предприети и вътре в двореца.

### Руска империя
След като замъкът преминава в ръцете на военното ведомство на Руската империя, архитектурата му продължава да бъде опростявана. Изчезват кулите, а на територията му са построени казарми. Стените на двореца окончателно са лишени от всичките си декоративни елементи, а вместо с керемиди, покривът е покрит с железни листове. През 20 век външният му вид почти не е променян. Дори двете световни войни практически не го засягат и не го повреждат.

## Долната църква
На територията на замъка, под покрива на закрит павилион се съхраняват останките от Долната църква, най-старата постройка в Гродно. Наречена е така, тъй като върху руините ѝ по-късно е построена Горната църква. Предполага се, че е изградена по времето на княз Всеволодко, между 1116 и 1141 г., по образец на най-добрите църкви в християнския свят.

### История
През 1183 г. църквата е ударена от светкавица, а пожарът който избухва вследствие на това, унищожава част от храма. След това той не е възстановяван, но стените все още са били запазени. Вероятно в средата на 13 век целият строеж е окончателно срутен. В края на 14 век, в процеса на реконструкцията на замъка от Витовт, пространството на Долната църква е затрупано с камъни. На някои места те са засипани с вар и хоросан и се е оформила издигната платформа. Именно тя, по-късно става фундамент на Горната църква.
Долната църква е главният храм на княжеската крепост и е разположена почти в самия ѝ център. Летописите не споменават как се е наричал храмът, но има предположение, че е бил осветен в чест на св. Симеон. Намерените вътре погребения говорят, че църквата се е ползвала като княжеска гробница, даже и след разрушаването си.
През пролетта на 1931 г. нивото на водата в река Неман се повишава с около 6 м и започва да размива хълма, на който е издигнат замъка. За да се подсилят ерозиралите склонове започва отстраняване на почвата от вътрешната му стана. В резултат на това са открити руините на Горната църква. Шест години по-късно, при археологически разкопки са разкрити и тези на Долната.

### Архитектура
Развалините на Долната църква са много добре изучени. Представлява 3-апсиден, шестколонен храм, а размерите му без апсидите, са 16,7 на 12 м. Църквата има за входове 3 прости, засводени портала – южен, западен и северен. Най-вероятно като параден вход е използван южният.
Стените са съхранени на височина от 1,5 до 2,5 м. Те са каменни, облицовани с тухлени плочки, някои от които имат изпъкнали печати. Ясно се вижда, че всяка плочка е изработена за строго определено място. Хоризонталните фуги са с ширина 2,5 – 4 см. Не са измазани и в тях са вложени глинени съдове, които подобряват акустиката на сградата и облекчават конструкцията. В югозападния ъгъл са съхранени останките от врязано в стената кръгло стълбище, което води към хора над западния неф.
Особеност на архитектурата е декоративната украса на фасадите, изработена от големи каменни блокове, някои от които имат фаски. Това са малки, V-образни вдлъбнатини по контура, които при полагане се съединяват със също такива на съседните плоскости. Гранитните блокове са разделени на две части и поставени в зидарията с плоската страна навън, която в отделни случаи е полирана. Така древните каменоделци едновременно икономисват материал и в същото време украсяват фасадата. Някои от тях са толкова гладки, че е трудно да се обясни как преди 9 века е постигната такава качествена полировка. Цветът им е различен – розов, червен, сив, черен. Освен това на някои места са вложени зелени и червени глазирани керамични плочки с различни форми. Това разнообразие от цветове и обработените по различен начин повърхности придават на фасадата доста живописен вид. Покривът и куполът са покрити с листове от тънко валцувано олово.
Основното пространство на храма е настлано с майоликови плочки, а подът при входа – с полиран камък. На пода в подкуполното пространство, в рамките на пресичащи се широки майоликови ленти от жълто-зелени плочки, са вписани жълти кръгове с декоративни кръстове. В олтарната част подът е изработен от квадратни, също майоликови плочки в жълто, зелено и кафяво. Те са подредени така, че еднаквите по цвят да оформят диагонални ленти. В диаконикона този образец е обогатен от пресичащи се жълти и кафяви плочки под формата на гълъб, а в олтарната част са вмъкнати във формата на кръстове. Страничните нефове са изработени с проста настилка от квадратни каменни плочки. Дървеният иконостас е украсен с многобройни медни пластини.

## Горната църква
В края на 13-и и началото на 14 век времената са размирни и почти всяка година под стените на града се появяват ту кръстоносци, ту войските на Волинското княжество. Вероятно по тази причина Горната църква е построена набързо, без никаква представителност или привлекателност. Напомня по-скоро на малка крепост, която може да бъде последното убежище при нападение. През 1939 г. останките ѝ са пренесени в отделен павилион, за да се разкрие Долната църква.
Църквата е едноапсидна, четириколонна, с външни размери 12,5 на 10,2 м, а дебелината на стените е около 1,6 м. Представлява малка, неугледна, почти квадратна сграда, с вътрешни размери само 9х9 метра, с дебели стени и тухлен под.

## Легенда
В Гродно съществува легенда, според която някога под река Неман е съществувал проход, по който Старият замък е снабдяван с провизии и вода. Според обичаите по онова време в замъка е трябвало да съществуват тайни проходи към реката или такива, които водят извън крепостните стени. Легендата има основание, защото много пъти крепостта е издържала на дълги обсади и по някакъв начин населението и войската е трябвало да бъдат снабдявани с хранителни продукти, вода и амуниции. През 1980-те години известният археолог и изследовател на много беларуски фортификационни съоръжения Михаил Ткачев съобщава, че по време на разкопки се е натъкнал на такъв таен проход. Той скоро умира и никой от следващите изследователи не потвърждава твърдението му.
- Музеят
- Стълбището към музея